# Rocca Massima
Rocca Massima är en ort och kommun i provinsen Latina i regionen Lazio i Italien. Kommunen hade 14 101 invånare (2018).